# 毛莨泽泻属
毛莨泽泻属（学名：Ranalisma）是泽泻科下的一个属，为多年生草本植物。该属仅有毛莨泽泻（Ranalisma rostratum）一种，分布于马来西亚和非洲。

## 下属物种
本属包括以下物种：
- Ranalisma humile (Rich. ex Kunth) Hutch.
- 长喙毛茛泽泻 Ranalisma rostrata Stapf，也拼作：Ranalisma rostratum